# ロレンソ・スムロン
ロレンソ・スムロン（Lorenzo Sumulong、1905年9月5日 - 1997年10月21日）は、フィリピンの政治家。元老院議員を20年間以上務めた。
1960年の国連総会でソ連の外交姿勢を批判する演説を行うも、これに激怒したニキータ・フルシチョフ第一書記が靴を脱いで机を叩くという事態を起こした。

## 経歴
1905年にフィリピンはリサール州のアンティポロで生まれる。フィリピン大学で法律を学び、1929年に司法試験に首席で合格する。その後、ハーバード・ロー・スクールに進み、1932年に修士号の学位を得た。
1946年のフィリピン総選挙で代議院 (下院)の議員となる。1949年に元老院議員になる。1955年、1961年にも当選し、1967年の選挙には立候補しなかったものの、1969年の選挙で返り咲いた。スムロンは最初は自由党に、そして後にナショナリスタ党に所属した。
1972年、マルコス大統領によるフィリピン全土の戒厳令により、スムロンは議員の職を失職した。1986年にマルコスがクーデターで失脚しコラソン・アキノが大統領になると、スムロンはフィリピン新憲法の制定に携わるようになる。
1997年10月21日に92歳で没した。

## フルシチョフとの対決
1960年、スムロンは元老院の外交委員会の議長を務めており、そのために、同年の国連総会にフィリピン代表団の団長として赴くことになった。総会での演説でスムロンは、フィリピンの過去の植民地の歴史を当時の東ヨーロッパ諸国の状況と重ねた上で、ソ連に対して東ヨーロッパ市民に対して政治的自由を与えるように要求した。このスムロンの演説は、ソ連代表団が"アメリカ帝国主義"を非難して提出した「植民地主義非難決議案」に対する意趣返しであった。

フルシチョフはこの演説に激昂し、スムロンの演説の最中に靴を脱いでこれを大きく振った上で、続いて脱いだ靴あるいはただの拳で机をバンバンと叩いてスムロンの演説を妨害した。また、スムロンのことを「バカ、間抜けで、帝国主義者のおべっか使い」と罵ったコメントを出している。